# Cossé-le-Vivien
Cossé-le-Vivien är en kommun i departementet Mayenne i regionen Pays de la Loire i nordvästra Frankrike. Kommunen ligger i kantonen Cossé-le-Vivien som tillhör arrondissementet Château-Gontier. År 2022 hade Cossé-le-Vivien 3 208 invånare.

## Befolkningsutveckling
Antalet invånare i kommunen Cossé-le-Vivien
| Referens: INSEE |